# 卡特琳娜霍尔姆
卡特琳娜霍尔姆（瑞典語：Katrineholm），瑞典南曼兰省卡特琳娜霍尔姆市镇的城区及行政中心，总人口21,993（2010年）。

## 历史
当斯德哥尔摩至哥德堡铁路建成后，该地为该铁路的一个站点，之后人口迅速增长。1917年人口达6000人。